# منتخب سنغافورة لكرة الأرض للسيدات
منتخب سنغافورة الوطني لكرة الأرض للسيدات (بالإنجليزية: Singapore women's national floorball team)‏ هو ممثل سنغافورة الرسمي في المنافسات الدولية في كرة الأرض للسيدات.